# Sarbaraz szászánida király
Sarbaraz (? – 630. június 9.) valódi neve Farrokhan, perzsa tábornok volt és a Szászánida Birodalom királya 630-ban. II. Huszrau (590–628) uralkodása alatt tábornokként irányította a perzsa sereget, elnyerve a Sarbaraz nevet („a birodalom medvéje”). Ez kiváló katonai képességeire utal, mivel a medve a győzelem szinonimája volt a perzsáknál. Hadjáratai során elfoglalta Damaszkuszt (613-ban) és Jeruzsálemet (614-ben), megszerezte Jézus Szent Keresztjét is. Azonban a Hérakleiosz (bizánci császár 610–641 között) és a perzsák közötti háború folyamán kölcsönös gyanakvás alakult ki közte, és II. Huszrau között. A bizánci ügynökök több levelet is mutattak Sarbaraznak, melyek szerint II. Huszrau meg akarja gyilkoltatni őt. Sarbaraz erre elhagyta seregét, mely irányítása nélkül vereséget szenvedett Bizánctól. A perzsa vereség után Sarbaraz aktívan részt vett a trón körüli összeesküvésekben. Huszrau nem akarta megadni magát Bizáncnak, ezért meghalt. 630. április 27-én Sarbaraz megölte az új királyt, a még gyermek III. Ardasírt (628–630), aki mindössze 18 hónapot töltött a trónon. Ezután Sarbaraz elfoglalta a trónt. Aláírta a békét Bizánccal, visszaadva az összes meghódított területet, de még a Szent Keresztet is. Nem sokkal ezután a kazárok és türkök fogságába került, akik elfoglalták Arméniát. 630. június 9-én meggyilkolták.

## Fordítás
- Ez a szócikk részben vagy egészben  a   Dinastía sasánida című spanyol Wikipédia-szócikk fordításán alapul.  Az eredeti cikk szerkesztőit annak laptörténete sorolja fel. Ez a jelzés csupán a megfogalmazás eredetét és a szerzői jogokat jelzi, nem szolgál a cikkben szereplő információk forrásmegjelöléseként.

| Előző uralkodó: III. Ardasír | Szászánida király 630 | Következő uralkodó: III. Huszrau |